# Pregny-Chambésy
Pregny-Chambésy (hasta 1960 llamada oficialmente Pregny) es una comuna suiza del cantón de Ginebra, ubicada en la ribera izquierda del lago Lemán. Limita al norte con la comuna de Bellevue, al sur con Ginebra, y al oeste con Grand-Saconnex.